# 高等工業学校

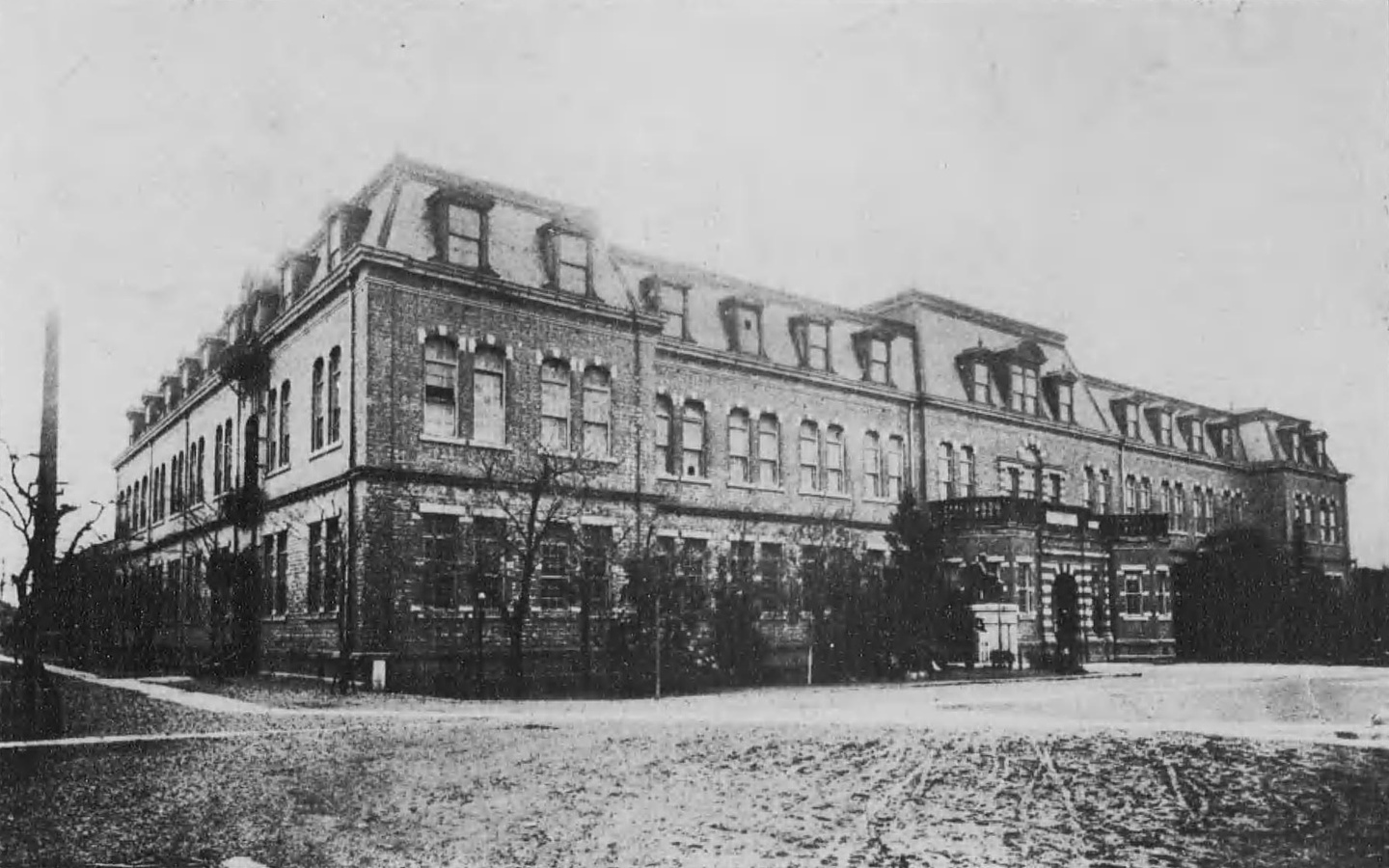
東京高等工業学校本館（1922年）

高等工業学校（こうとうこうぎょうがっこう、英語: Higher Technical School, Higher Engineering School, Technical College, College of Engineering等）は、専門学校令（明治36年勅令第61号）に基づいて設置された実業学校の一種であり、第二次世界大戦後の学制改革が行われるまで存在した日本の旧制高等教育機関の一つで、工業に関する専門教育を施した旧制専門学校（実業専門学校）である。略して「高工」（こうこう）とも呼ばれる。
なお、この項目では厳密な意味での高等工業学校のみならず、高等工芸学校・鉱山専門学校（鉱専）および1940年代以降に新設された工業専門学校（工専）についても広義の「高等工業学校」ととらえ一括して言及することとする。

## 概要
- 第二次世界大戦以前はほとんどが官立校であったが、戦時体制の強化に伴い工業技術者の速成が急務とされ、1939年（昭和14年）以降、官公立および私立の高等工業学校が多数増設された[2]。
- 1939年、勅令で、室蘭・盛岡・多賀・大阪・宇部・新居浜・久留米の7高等工業学校が新設され、計25校となった。
- 1944年（昭和19年）、多くの高等工業学校（高等工芸学校を含む）は工業専門学校（工専）と改称された[3]。
- 学制改革にあたりほとんどが新制の4年制大学工学部および工学関連学部の母体となり、一部は新制の短期大学工業科となった。
- 新制高等学校である「工業高等学校」や、一部専修学校が校名として使用する「工業専門学校」、および戦後に設立された工業高等専門学校とは異なる教育機関であるため、混同しないよう注意を要する[4]。

## 主要な高等工業学校
校名はすべて設立当時の名称で、丸括弧内は設立年と後身の大学・学部。後身校の変遷の経緯について省略したものは→→で示した。

### 附属専門部
大学専門部 (旧制)も参照のこと。
官立高等学校工学部
- 第三高等学校工学部（1894年7月・廃止）
  - 1901年4月:廃止され、建物・設備・敷地を京都帝大に譲った。

- 第五高等学校工学部（1897年4月）
  - 詳細は「官立校」の熊本高等工業学校の項を参照。

帝国大学・官立大学附属専門部
- 東北帝国大学工学専門部（1912年3月）
  - 詳細は「官立校」の仙台高等工業学校の項を参照。

- 北海道帝国大学附属土木専門部（1918年4月・室蘭工業大学）
  - 1887年3月:札幌農学校工学科として設置→1893年:廃止。
  - 1897年5月:札幌農学校土木工学科として設置→1907年:東北帝国大学への編入により同農科大学（附属）土木工学科と改称。
  - 1918年4月:北海道帝大の設立にあたり附属土木専門部に再編。

- 旅順工科大学附属工学専門部（1922年3月）
  - 詳細は「外地校」の旅順工科学堂の項を参照。

- 大阪工業大学附属工学専門部（1929年4月）
  - 詳細は「官立校」の大阪高等工業学校（1901年設立）の項を参照。

- 九州帝国大学附属工業専門部（1944年4月・廃止）
  - 1949年1月:廃止。

- 東京工業大学附属工業専門部（1944年4月・廃止）
  - 1948年3月:廃止。

私立大学専門部
- 日本大学専門部工科（1929年3月・日本大学第二工学部→日本大学工学部）
  - 1947年4月:設置場所を神田区駿河台から福島県高瀬村および守山町に変更（郡山工科）。
  - 1949年4月:新制日本大学第二工学部の発足にともない学生募集停止。
  - 1951年3月:郡山工科最後の卒業式を挙行[5]。
  - 1956年3月:旧制専門部廃止[6]。

- 早稲田大学専門部工科（1939年1月・早稲田大学理工学部→早稲田大学基幹理工学部・創造理工学部・先進理工学部）
  - 1949年4月:新制早大理工学部（第一・第二）の発足にともない学生募集停止[7]。
  - 1951年10月:廃止[7]。

- 立命館大学専門学部工学科（1942年・立命館大学理工学部）
  - 1938年:立命館高等工科学校を開校（北大路学舎）。
  - 1939年:立命館日満高等工科学校に改組、等持院学舎に移転。
  - 1942年:立命館大学専門学部工学科へ昇格。
  - 1944年:専門学部の立命館専門学校への改編にともない同校工科と改称。
  - 1949年:学生募集停止[8]。
  - 1951年:最終卒業生1048名[8]。
  - 1953年:立命館専門学校廃止[8]。

### 官立校
国内（内地）の学校の場合、後身校となる新制国立大学への包括は特に断らない限り1949年5月であり、学校としての廃止は1951年3月である。
- 東京高等工業学校（1901年5月・東京工業大学）
  - 1881年5月:東京職工学校として設立。
  - 1890年3月:東京工業学校と改称。
  - 1901年5月:東京高等工業学校と改称。
  - 1929年4月:東京工業大学への昇格にともない同大学に吸収。

- 大阪高等工業学校（1901年5月・大阪工業大学→→大阪大学工学部）
  - 1896年5月:大阪工業学校として設立。
  - 1901年5月:大阪高等工業学校に改称。
  - 1903年3月:専門学校令による実業専門学校となる。
  - 1929年4月:大阪工業大学に昇格。在学生は同大学附属工学専門部に収容。
  - 1931年3月:附属工学専門部廃止。
  - 1939年設立の大阪高等工業学校とは別の学校なので注意を要する。

- 京都高等工芸学校（1902年3月・京都工芸繊維大学工芸学部→工芸科学部）
  - 1944年4月:京都工業専門学校に改称。
  - 1949年5月:新制京都工芸繊維大学に合流。

- 名古屋高等工業学校（1905年3月・名古屋工業大学）
  - 1944年4月:名古屋工業専門学校に改称。
  - 1946年5月:新制名古屋工大設立にともない愛知県立高工とともに吸収。

- 熊本高等工業学校（1906年3月・熊本大学工学部）
  - 1897年4月:五高工学部として設置。
  - 1906年3月:五高より分離し熊本高等工業学校として独立。
  - 1944年4月:熊本工業専門学校と改称。
  - 1949年5月:新制熊本大学工学部に合流。

- 仙台高等工業学校（1906年3月・東北大学工学部）
  - 1912年3月:東北帝国大学に包摂され同大学工学専門部となる。
  - 1921年3月:再分離し仙台高等工業学校として独立。
  - 1944年4月:仙台工業専門学校と改称。
  - 1949年5月:新制東北大学工学部（旧制東北帝国大学工学部）に合流。

- 米沢高等工業学校（1910年3月・山形大学工学部）
  - 1944年4月:米沢工業専門学校と改称。
  - 1949年5月:新制山形大学工学部に合流。
- 秋田鉱山専門学校（1910年3月・秋田大学鉱山学部→工学資源学部→理工学部）
  - 1949年5月:新制秋田大学鉱山学部に合流。

- 桐生高等染織学校（1915年12月・群馬大学工学部→理工学部）
  - 1920年3月:桐生高等工業学校と改称。
  - 1944年4月:桐生工業専門学校と改称。
  - 1949年5月:新制群馬大学工学部に合流。

- 横浜高等工業学校（1920年1月・横浜国立大学工学部→横浜国立大学理工学部）
  - 1944年4月:横浜工業専門学校と改称。
  - 1949年5月:新制横浜国立大学工学部に合流。

- 広島高等工業学校（1920年1月・広島大学工学部）
  - 1944年4月:広島工業専門学校と改称。
  - 1949年5月:新制広島大学工学部に広島市立高専とともに合流。

- 金沢高等工業学校（1920年11月・金沢大学工学部→金沢大学理工学域）
  - 1944年4月:金沢工業専門学校と改称。
  - 1949年5月:新制金沢大学工学部に合流。

- 明治専門学校（1921年3月官立移管・九州工業大学）
  - 1907年7月:私立明治専門学校として設立。
  - 1921年7月:官立移管。
  - 1944年4月:明治工業専門学校と改称。
  - 1949年5月:新制九州工業大学工学部に改組。

- 東京高等工芸学校（1921年12月・千葉大学工学部）
  - 1944年4月:東京工業専門学校と改称。
  - 1949年5月:新制千葉大学工学部に合流。

- 神戸高等工業学校（1921年12月・神戸大学工学部）
  - 1944年4月:神戸工業専門学校と改称。
  - 1949年5月:新制神戸大学工学部に合流。

- 浜松高等工業学校（1922年10月・静岡大学工学部）
  - 1944年4月:浜松工業専門学校と改称。
  - 1949年5月:新制静岡大学工学部に合流。

- 徳島高等工業学校（1922年10月・徳島大学工学部→理工学部）
  - 1944年4月:徳島工業専門学校と改称。
  - 1949年5月:新制徳島大学工学部に合流。

- 長岡高等工業学校（1923年12月・新潟大学工学部［長岡］→新潟市内に移転）
  - 1944年4月:長岡工業専門学校と改称。
  - 1949年5月:新制新潟大学工学部に合流。

- 福井高等工業学校（1923年12月・福井大学工学部）
  - 1944年4月:福井工業専門学校と改称。
  - 1949年5月:新制福井大学工学部に合流。

- 山梨高等工業学校（1924年9月・山梨大学工学部）
  - 1944年4月:山梨工業専門学校と改称。
  - 1949年5月:新制山梨大学工学部に合流。

- 室蘭高等工業学校（1939年5月・室蘭工業大学）
  - 1944年4月:室蘭工業専門学校と改称。
  - 1949年5月:新制室蘭工業大学工学部に改組。

- 盛岡高等工業学校（1939年5月・岩手大学工学部→理工学部）
  - 1944年4月:盛岡工業専門学校と改称。
  - 1949年5月:新制岩手大学工学部に合流。

- 多賀高等工業学校（1939年5月・茨城大学工学部）
  - 1944年4月:多賀工業専門学校と改称。
  - 1949年5月:新制茨城大学工学部に合流。

- 大阪高等工業学校（1939年5月・浪速大学工学部→大阪府立大学工学部→工学域→大阪公立大学工学部）
  - 大阪高工（1901年設立）の大阪工大昇格後、大阪には官公立の高工が不在の状態が続いたため地元財界などの要請を背景に設立された。
  - 1944年4月:大阪工業専門学校と改称。
  - 1949年5月:新制浪速大学工学部に合流。

- 宇部高等工業学校（1939年5月・山口大学工学部）
  - 1944年4月:宇部工業専門学校と改称。
  - 1949年5月:新制山口大学工学部に合流。

- 新居浜高等工業学校（1939年5月・愛媛大学工学部［新居浜］→松山市内に移転）
  - 1944年4月:新居浜工業専門学校と改称。
  - 1949年5月:新制愛媛大学工学部に合流。

- 久留米高等工業学校（1939年5月・九州大学工学部）
  - 1944年4月:久留米工業専門学校と改称。
  - 1949年5月:九州大学工学部（旧制九州帝国大学工学部）に併合。

- 長野高等工業学校（1943年3月・信州大学工学部）
  - 1944年4月:長野工業専門学校と改称。
  - 1949年5月:新制信州大学工学部に合流。

- 高岡工業専門学校（1944年4月・富山大学工学部［高岡］→富山市内に移転）
  - 1944年4月:高岡経済専門学校の工専転換により設立。
  - 1949年5月:新制富山大学工学部に合流。

- 和歌山工業専門学校（1944年4月・廃止）
  - 1944年4月:和歌山経済専門学校の工専転換により設立。
  - 1946年3月:経専に再転換。
  - 1948年3月:廃止。
  - 新制和歌山大学経済学部産業工学科→システム工学部として復活。

- 彦根工業専門学校（1944年4月・廃止）
  - 1944年4月:彦根経済専門学校の工専転換により設立。
  - 1946年4月:経専に再転換。
  - 1947年11月:工専の滋賀県移管。
  - 新制滋賀県立短期大学工業科（現・滋賀県立大学工学部）新設の形で事実上復活。

### 公立校
- 東京府立高等工業学校（1940年1月・東京都立大学 (1949-2011)工学部→首都大学東京都市教養学部理工学系・都市環境学部→東京都立大学 (2020-)システムデザイン学部・都市環境学部）
  - 1943年7月:東京都立高等工業学校と改称。
  - 1944年4月:東京都立工業専門学校と改称。
  - 1949年4月:新制東京都立大設立にともない吸収。
  - 1951年3月:廃止。

- 東京府立化学高等工業学校（1942年2月・東京都立大学工学部→首都大学東京：都市教養学部理工学系・都市環境学部→東京都立大学システムデザイン学部・都市環境学部）
  - 1943年7月:東京都立化学高等工業学校と改称。
  - 1944年4月:東京都立化学工業専門学校と改称。
  - 1949年4月:新制都立大設立にともない吸収。
  - 1951年3月:廃止。

- 岐阜県立高等工業学校（1942年12月・岐阜医工科大学工学部→岐阜県立大学工学部→岐阜大学工学部）
  - 1945年2月:岐阜県立工業専門学校と改称。
  - 1947年2月:岐阜工業専門学校と改称。
  - 1949年4月:新制岐阜医工大に昇格。
  - 1950年4月:岐阜県立大学と改称
  - 1951年3月:岐阜県立大学岐阜工業専門学校、廃止。
  - 1952年4月:岐阜大学に吸収、同大工学部に改組。

- 愛知県立高等工業学校（1943年2月・名古屋工業大学）
  - 1944年6月:愛知県立工業専門学校と改称。
  - 1946年5月:新制名古屋工大設立にともない名古屋高工とともに吸収。

- 東京府立航空高等工業学校（1943年3月・東京都立大学工学部→首都大学東京：都市教養学部理工学系・都市環境学部→東京都立大学システムデザイン学部・都市環境学部）
  - 1943年7月:東京都立航空高等工業学校と改称。
  - 1944年4月:東京都立航空工業専門学校と改称。
  - 1946年2月:東京都立理工専門学校と改称。
  - 1949年4月:新制都立大設立にともない吸収。
  - 1951年3月:廃止。

- 大阪府立堺高等工業学校（1943年3月・浪速大学工学部→大阪府立大学工学部→工学域→大阪公立大学工学部）
  - 1946年3月:大阪府立堺工業専門学校と改称。
  - 1946年3月:大阪府立化学工業専門学校と改称。
  - 1949年4月:新制大阪府立浪速大設立にともない吸収。
  - 1951年3月:廃止。

- 大阪市立都島高等工業学校（1943年3月・大阪市立大学理工学部→理学部・工学部）
  - 1945年4月:大阪市立都島工業専門学校と改称。
  - 1949年4月:新制大阪市大設立にあたり吸収。
  - 1951年3月:廃止。

- 兵庫県立高等工業学校（1944年1月・姫路工業大学→兵庫県立大学工学部・兵庫県立大学環境人間学部環境デザイン）
  - 1944年4月:兵庫県立工業専門学校と改称。
  - 1949年2月:新制姫路工大設立にあたり吸収。
  - 1951年3月:廃止。

- 大阪府立航空高等工業学校（1944年2月・浪速大学工学部別科→大阪府立大学工業短期大学部第一部→大阪府立大学工学部→工学域→大阪公立大学工学部）
  - 1945年8月:大阪府立第三工業専門学校と改称。
  - 1946年6月:大阪府立機械工業専門学校と改称。
  - 1949年4月:新制浪速大設立にともない堺高工・淀川高工とともに吸収。
  - 1951年3月:廃止。

- 大阪府立淀川高等工業学校（1944年2月・浪速大学工学部別科→大阪府立大学工業短期大学部第二部）
  - 1946年6月:大阪府立電機工業専門学校と改称。
  - 1946年11月:大阪府立淀川工業専門学校と改称。
  - 1949年4月:新制浪速大設立にともない堺高工・府立航空高工とともに吸収。
  - 1951年3月:廃止。

- 宮崎県高等工業学校（1944年2月・宮崎大学工学部）
  - 1944年8月:宮崎県工業専門学校と改称。
  - 1949年5月:新制宮崎大設立にともない吸収。

- 東京都立機械高等工業学校（1944年3月・東京都立大学工学部→首都大学東京：都市教養学部理工学系・都市環境学部→東京都立大学システムデザイン学部・都市環境学部）
  - 1944年4月:東京都立機械工業専門学校と改称。
  - 1949年4月:新制都立大設立にともない吸収。
  - 1951年3月:廃止。

- 広島市立工業専門学校（1945年1月・広島大学工学部）
  - 1949年5月:新制広島大学設立により官立広島高工とともに吸収。
  - 1951年3月:廃止。

- 鹿児島県立工業専門学校（1945年1月・県立鹿児島大学工学部→→鹿児島大学工学部）
  - 1949年2月:新制県立鹿児島大学に昇格。
  - 1951年3月:廃止。

- 滋賀県立彦根工業専門学校（1947年11月・滋賀県立短期大学工学科→滋賀県立大学工学部）
  - 詳細は「官立校」の彦根工業専門学校の項を参照のこと。

### 私立校
- 明治専門学校（1907年7月・九州工業大学）
  - 詳細は「官立校」の明治専門学校の項を参照のこと。

- 小西寫眞専門学校（1923年3月・東京写真短期大学→→東京工芸大学）
  - 1923年3月:小西六本店（杉浦六右衛門）が専門学校令により設立。
  - 1925年3月:東京写真専門学校と改称。
  - 1944年4月:東京写真工業専門学校と改称。
  - 1950年4月:新制東京写真短期大学に昇格。

- 東京電機高等工業学校（1939年4月・東京電機大学）
  - 1907年9月:廣田精一・扇本眞吉により電機学校として設立。
  - 1939年4月:専門学校令による東京電機高等工業学校に改編。
  - 1944年4月:電機工業専門学校と改称。
  - 1949年4月:新制東京電機大に昇格。

- 武蔵高等工業学校（1940年4月・武蔵工業大学→東京都市大学工学部・知識工学部→理工学部・情報工学部・建築都市デザイン学部）
  - 1929年4月:武蔵高等工科学校として設立。
  - 1940年4月:実業学校令・専門学校令による武蔵高等工業学校設立。
  - 1944年4月:武蔵工業専門学校と改称。
  - 1949年4月:新制武蔵工業大学に昇格。

- 関西高等工業学校（1940年4月・摂南工業大学→大阪工業大学（新制））
  - 1922年9月:関西工学専修学校として設立→1933年3月:関西工業学校と改称。
  - 1940年4月:専門学校令による関西高等工業学校と改称。
  - 1942年2月:摂南高等工業学校と改称。
  - 1944年3月:摂南工業専門学校と改称。
  - 1949年4月:新制摂南工大に昇格。
  - 1951年3月:廃止。

- 航空科学専門学校（1942年12月）・電波科学専門学校（1944年3月）（東海大学）
  - 両校とも松前重義により設立された。
  - 1945年8月:両校を併合し東海専門学校設立。
  - 1945年10月:東海科学専門学校に校名変更。
  - 1946年5月:大学令による東海大学（旧制）に昇格。
  - 1950年4月:新制東海大学発足。東海科学専門学校廃止。
  - 1953年3月:旧制東海大学廃止。

- 川南高等造船学校（1942年12月・長崎造船短期大学→長崎造船大学→長崎総合科学大学）
  - 1942年12月:川南工業（川南豊作）により設立。
  - 1944年10月:川南造船専門学校に改称。
  - 1945年3月:長崎造船専門学校に改称。
  - 1950年3月:新制長崎造船短大に昇格。

- 芝浦工業専門学校（1944年3月・芝浦工業大学）
  - 1927年2月:有元史郎により東京高等工商学校として設立。
    - 1929年7月:東京高等工学校と改称→1943年12月:芝浦高等工学校に改称。

  - 1944年3月:芝浦高等工学校を改編し芝浦工業専門学校設立。
  - 1949年3月:新制芝浦工大に昇格。
  - 1955年5月:廃止。

- 工学院工業専門学校（1944年3月・工学院大学）
  - 1887年:渡辺洪基らにより工手学校として設立。
  - 1944年3月:専門学校令による工学院工業専門学校の設立。
  - 1949年2月:新制工学院大学に昇格。
  - 1950年3月:廃止。

- 立教理科専門学校（1944年3月・立教大学理学部）
  - 1945年4月:立教工業理科専門学校と改称。
  - 1948年:立教大学理学部（旧制）が発足し吸収。
  - 1950年4月:廃止[9]。

- 中央工業専門学校（1944年3月・中央大学工学部→中央大学理工学部）
  - 新制中央大工学部発足にともない吸収され1949年4月に廃止。

- 法政大学航空工業専門学校（1944年3月・法政大学工学部→法政大学理工学部・法政大学デザイン工学部・法政大学生命科学部）
  - 川崎市木月の予科校舎内に開設[10]。
  - 1945年10月:法政工業専門学校に改称。
  - 1947年4月:習志野の旧陸軍騎兵学校跡地に移転[11]
  - 1950年:新制法政大工学部の発足にともない吸収される。

- 同志社工業専門学校（1944年4月・同志社大学工学部→同志社大学理工学部）
  - 電気通信科、機械科、化学工業科を設置。
  - 1949年4月:新制同志社大工学部が発足し吸収。
  - 1952年3月:廃止。

- 東京明治工業専門学校（1944年4月・明治大学工学部→明治大学理工学部）
  - 1949年2月:新制明治大工学部の発足にともない吸収される。

- 関東学院航空工業専門学校（1944年3月・関東学院大学工学部→関東学院大学理工学部・関東学院大学建築・環境学部）
  - 1945年:関東学院工業専門学校と改称。
  - 1949年4月:新制関東学院大の発足にともない吸収される。
  - 1951年3月:廃止。

- 福知山工業専門学校（1944年・山陰短期大学→京都創成大学→成美大学→福知山公立大学）
  - 福知山高等商業学校（私立 / 1941年設立）を転換し設置。
  - 1950年:新制山陰短大に昇格。

- 東北学院航空工業専門学校（1944年・廃止）
  - 東北学院（東北学院大学の前身）により設立。
  - 1945年:東北学院工業専門学校と改称。
  - 1947年:廃止。
  - 1962年:東北学院大学はあらためて工学部を創設。

- 大日本滑空工業専門学校（1948年・廃止）
  - 1941年:大日本飛行協会により大日本飛行協会中央滑空訓練所設立
  - 1944年:大日本滑空工業専門学校と改称
  - 1945年10月:筑波工業専門学校と改称。
  - 1948年:法政工業専門学校に吸収[12]。
  - 1949年:廃止。

- 青山学院工業専門学校（1944年・青山学院大学工学部→関東学院大学工学部）
  - 青山学院専門部（青山学院大学の前身）を転換し設立。
  - 1946年:青山学院専門学校に改編→1949年:新制青山学院大に吸収→1950年:関東学院大学に工学部を譲渡
  - 1965年:青山学院大学はあらためて理工学部創設。

- 久我山電波工業専門学校（1944年・久我山大学→廃止）
  - 財団法人岩崎学園（岩崎通信機）により設立。
  - 1946年:久我山工業専門学校に改称。
  - 1949年:新制久我山大に昇格（翌年廃止）。

- 甲陽工業専門学校（1944年・廃止）
  - 甲陽高等商業学校（1940年設立）の転換により設立され、戦後の1948年廃止。

- 柏崎石油鉱山専門学校（1945年2月[13]・廃止）
  - 帝国石油により設立。
  - 1945年8月:開校。
  - 1948年3月:廃止[14]。

- 玉川工業専門学校（1945年3月・玉川大学、廃止）
  - 1949年2月:新制玉川大の発足にともない廃止。
  - 1962年:新制玉川大はあらためて工学部を創設。

- 研数専門学校工科（事実上廃止）
  - 学校法人は研数学館予備校に転換

- 東亜石油工業専門学校（1944年3月[15]・1945年廃止[16]）
  - 丸善石油により設立。
  - 1944年4月:横浜市にて開校。

- 東亜冶金工業専門学校（1945年3月・湘南工業短期大学→廃止）
  - 東亜冶金工業により設立。
  - 1945年4月:横浜市にて開校。
  - 1945年11月:湘南冶金工業専門学校に改称[17]。

- 日本鍛造工業専門学校（1945年3月[15]・廃止?）
  - 1945年4月:神奈川県中郡南秦野町にて開校。

### 外地校
- 旅順工科学堂（1909年5月）

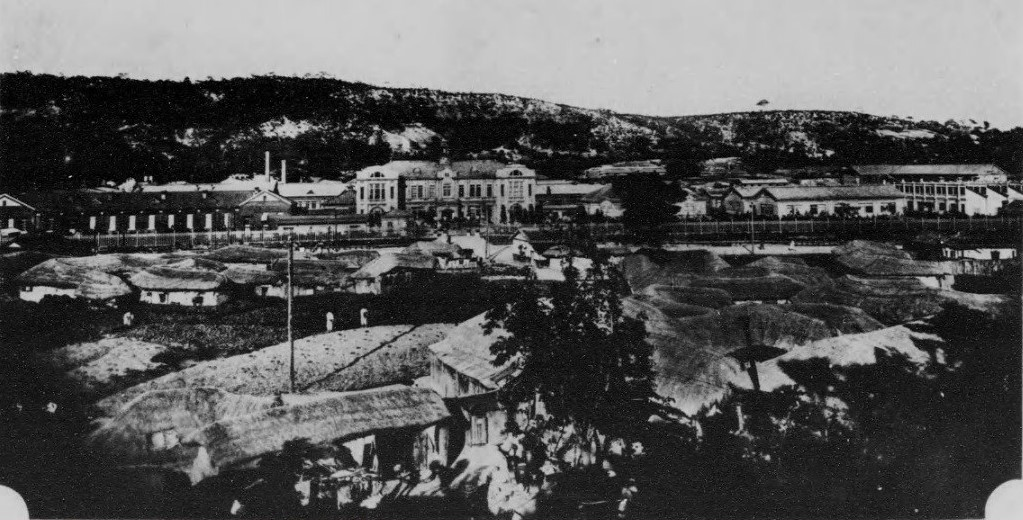
京城工業専門学校 現ソウル大学校工科学校

  - 関東都督府（のち関東庁→関東局）所管の官立学校。
  - 1922年3月:旅順工科大学に昇格。在学生は同大学附属工学専門部に収容。
  - 1926年2月:附属工学専門部廃止。

- 台南高等工業学校（中国語版）（1931年1月・台湾省立台南工業専科学校→→国立成功大学工学院）
  - 台湾総督府所管の官立学校。
  - 1944年4月:台南工業専門学校と改称。
  - 1946年3月:中華民国に接収され台湾省立台南工業専科学校と改称。

- 京城高等工業学校（ソウル大学校工科大学）
  - 朝鮮総督府所管学校。
  - 京城工業専門学校→ソウル経済専門学校と改称。

- 大同工業専門学校（1939年[18]）
  - 朝鮮総督府所管の私立学校。閉校した崇実専門学校を引き継いで開校。
  - 1944年:平壌工業専門学校と改称。
  - 1946年10月:金日成大学に統合。

- 京城鉱山専門学校（ソウル大学校工科大学と併合）
  - 朝鮮総督府所管学校。

### その他
その他、旧制の工学系大学専門部・高工・工専以外の学校（旧制大学）は以下の通りである。
- 藤原工業大学〈旧制・私立〉（1939年5月・慶應義塾大学工学部）
  - 藤原銀次郎が私費を投じ設立した私立初の工業単科大学。
  - 1944年8月:慶大に寄附され同大学工学部（後の理工学部）に改編。

- 興亜工業大学〈旧制・私立〉（1942年・千葉工業大学）
  - 東久邇宮稔彦王をはじめ、玉川学園長である小原国芳らの発意・尽力により設立。
  - 1946年:千葉に移転後、大学名を千葉工業大学と改称。

- 大阪理工科大学（旧制・私立）（1943年・近畿大学理工学部）
  - 大阪専門学校（1925年設立の日本大学大阪専門学校を1939年分離）が大学令による旧制大学として昇格。
  - 1949年:新制近畿大学理工学部発足。
  - 1953年:旧制大阪理工科大学閉学。

## 関連書籍
- 海後宗臣（監修） 『日本近代教育史事典』 平凡社、1971年
- 『日本近現代史辞典』 東洋経済新報社、1978年
  - 尾崎ムゲン作成「文部省管轄高等教育機関一覧」参照
- 国立教育研究所（編） 『日本近代教育百年史』（第10巻：産業教育（2）） 教育研究振興会、1974年
- ノーベル書房（編）『写真集 旧制大学の青春』氷川書房、1984年
- 秦郁彦（編）『日本官僚制総合事典；1868 - 2000』 東京大学出版会、2001年
  - 「主要高等教育機関一覧」参照
- 天野郁夫 『新制大学の誕生』 上・下、名古屋大学出版会、2016年